# Agustí Carol i Foix
Agustí Carol i Foix (Barcelona, 1923 - Ib., 1996) fou un veterinari i polític català. Estudià amb Salvador Riera i Planagumà, i el 1955 es dedicà inicialment a la clínica bovina i s'especialitzà més tard en patologia de la reproducció a Tolosa de Llenguadoc. El 1977 fou  elegit president de l'Acadèmia de Ciències Veterinàries (1977) i el 1980 del Col·legi de Veterinaris de Barcelona. Militant de CDC, del 1980 al 1984 fou conseller d'Agricultura, Ramaderia i Pesca de la Generalitat de Catalunya, des d'on promogué la investigació i la promoció agràries, creà una xarxa de laboratoris de sanitat ramadera, el primer Centre de Comprovació de rendiments de bestiar porcí i diverses agrupacions de defensa sanitària, i impulsà del cooperativisme agrari. El 1985 fou escollit primer president del Consell de Col·legis Veterinaris de Catalunya.